# Мой револьвер быстр (фильм)
«Мой револьвер быстр» (англ. My Gun Is Quick) — детективный фильм, поставленный режиссёрами Филом Виктором и Джорджем Уайтом, который вышел на экраны в 1957 году.
В основу сюжета фильма положен одноимённый роман 1950 года известного автора детективов Микки Спиллейна. Частный сыщик-мачо Майк Хаммер (Роберт Брэй) расследует убийство симпатичной проститутки Ред, у которой при знакомстве в лос-анджелесской забегаловке он заметил на пальце дорогое кольцо, исчезнувшее сразу после её смерти. Хаммер узнаёт, что кольцо является частью нацистской коллекции драгоценностей, которая была похищена в конце Второй мировой войны таинственным полковником американской разведки Холлоуэем (Дональд Рэндолф). Поиски приводят Хаммера к Дион, подруге Ред и стриптизёрше в ночном клубе (её убивают), французскому немому уборщику в клубе (его убивают), дворецкому богатой наследницы (его также убивают), а затем и к самой соблазнительной коварной наследнице Нэнси Уильямс (Уитни Блейк). Полковник Холлоуэй нанимает Хаммера, чтобы тот нашёл и вернул ему пропавшую коллекцию, в результате Хаммер вынужден бороться с опасной конкурирующей бандой грабителей драгоценностей из Франции, главарём которой является контрабандист с крюком вместо кисти, и прольётся ещё немало крови, прежде чем Хаммер добудет драгоценности.
Фильм продолжает традицию таких фильмов нуар, как «Мальтийский сокол» (1941), «Это убийство, моя милочка» (1944), «Глубокий сон» (1946), «Тёмный угол» (1946), «Леди в озере» (1947) и «Целуй меня насмерть» (1955), главными действующими лицами которых также являются частные детективы.

## Сюжет
Вечером в одной из забегаловок Лос-Анджелеса частный детектив Майк Хаммер (Роберт Брэй) знакомится с молодой девушкой по имени Рэд. Она приехала из Небраски, рассчитывая сниматься в кино, однако в итоге оказалась практически без средств к существованию. Проникшись к ней жалостью, Майк покупает Ред тарелку супа, но в этот момент в забегаловку заходит Луи, человек, внешне похожий на сутенёра, который пытается силой увести Ред вместе с собой. Майк вступается за Ред, бьёт Луи, после чего тот быстро удаляется. Майк даёт Ред денег на новую одежду и на автобусный билет до её родного города, советуя ей завтра же уехать домой. Он также оставляет ей свою визитку с тем, чтобы она позвонила ему, когда доберётся до места, замечая при этом на пальце у девушки необычное кольцо.
Несколько часов спустя полицейский детектив, капитан Пэт Чемберс (Бут Колман) приглашает Майка к себе, чтобы допросить его о Ред, которую насмерть сбила машина, так как среди её вещей полиция нашла визитку Майка. Просматривая остальные вещи девушки, Майк обращает внимание на то, что среди них нет характерного кольца. Майк набрасывает на бумаге рисунок кольца, и Пэт узнаёт его. Капитан показывает Майку папку с фотографиями кольца и других драгоценностей, сообщая, что они являются частью известной коллекции Веначчи. Эта коллекция находилась в руках нацистов, однако в конце Второй мировой войны её похитил во Франции офицер американской разведки, полковник Холлоуэй. Французские и американские власти совместно поймали Холлоуэя, и он отсидел десять лет в тюрьме, но коллекцию Веначчи так и не нашли.
Подозревая, что Ред убили из-за кольца, Майк решает расследовать это дело. Он возвращается в забегаловку, где выбивает из бармена за стойкой информацию о том, что Ред работала в ночном клубе «Синий колокол» и дружила с мексиканской танцовщицей Марией. В клубе после выступления Марии, Майк заходит к ней в гримёрку, спрашивая о Ред. Мария ведёт Майка в квартиру, где девушки жили вместе, обнаруживая, что там всё перевёрнуто вверх дном. Мария рассказывает Майку, что Ред получила кольцо в подарок от Жана, немого француза, с которым она подружилась в клубе, где тот работает уборщиком. Вернувшись в клуб, они находят Жана, который шокирован известием о смерти Ред, и знаками даёт Майку понять, что у него в квартире есть кое-что, что он должен показать Майку, после чего они договариваются о встрече около его дома через два часа.
Приехав в условленное место, Майк видит, что Жан выпал из окна и разбился. На некотором расстоянии от места происшествия Майк замечает Луи, который садится в машину и уезжает. Преследуя его, Майк приезжает к богатому частному дому на берегу океана. Зайдя во двор, он встречает у бассейна загорающую красивую блондинку, Нэнси Уильямс (Уитни Блейк), молодую вдову, которой принадлежит дом. После того, как Майк рассказывает ей о том, что он преследовал Луи, с которым уже дважды сталкивался при весьма подозрительных обстоятельствах, Нэнси сообщает, что Луи работает у неё дворецким. Она тут же увольняет его, и просит Майка поработать на неё до тех пор, пока она не наймёт нового человека.
Во время прогулки по океану на её катере Нэнси рассказывает Майку, что несколько лет прожила в Европе, где попала в крупный скандал, когда жена её любовника покончила жизнь самоубийством. Вернувшись в дом, Майк и Нэнси обнаруживают на полу пропавшее кольцо. В этот момент какой-то незнакомец выскакивает из-за шторы и бежит к катеру на причале. Майк догоняет его и вступает с ним в драку, однако в катере оказывается ещё один человек, с крюком вместо кисти. Он бьёт Майка сзади, в результате чего детектив теряет сознание, и незнакомцы успевают уплыть на катере. Майк сообщает Нэнси, что эти двое, скорее всего, охотятся за драгоценностями Ваначчи и, предположительно, убили Ред и Жана.
Придя в себя, Майк вместе с Нэнси пытается понять, как кольцо могло оказаться на полу. Нэнси рассказывает, что прожила в Европе десять лет, и в этот период всё время сдавала дом различным арендаторам. Майк выясняет название агентства недвижимости, через которое сдавался дом, после с помощью своей секретарши Вельды узнаёт, что одним из арендаторов дома был Холлоуэй. В офисе Вельда показывает Майку номер журнала «Лайф» с рассказом о коллекции Веначчи и фотографией Холлоуэя с молодыми красавицами на фоне дома Нэнси.
Майк заезжает в клуб «Синий колокол», где замечает Холлоуэя (Дональд Рэндолф) в окружении трёх привлекательных девиц. Одна из них заманивает Майка в свой гостиничный номер, где его поджидает Холлоуэй. Предполагая, что Майку известно местонахождение коллекции Веначчи, он убеждает Майка, что она по праву принадлежит ему. Поняв, что Майк сам ищет драгоценности, Холлоуэй предлагает ему четверть суммы коллекции, если Майк передаст драгоценности ему. Холлоуэй сообщает, что перед тем, как сесть в тюрьму, он передал коллекцию своему другу Жану, которого во время войны спас от нацистов. Однако Жан неосмотрительно подарил кольцо Ред, которую считал своим самым близким другом. Холлоуэй также говорит, что некий француз по имени Ля Рош (Питер Мамакос) является главарём банды, которая также ведёт охоту за драгоценностями, и эта банда обосновалась в торговом порту. По описанию Майк догадывается, что Ля Рош — это человек с крюком, который напал на него сегодня у дома Нэнси.
Когда Майк приходит к квартире Марии, на него нападает Ля Рош с двумя сообщниками, жестоко избивая его. Затем Майк едет в дом к Нэнси, где рассказывает ей обо всём, что ему удалось узнать, высказывая предположение, что драгоценности могут быть спрятаны где-то в доме, потому что их здесь искали люди Ля Роша. Он также предполагает, что Мария может многое знать о драгоценностях. Нэнси незаметно даёт Майку успокаивающее, после чего он засыпает глубоким сном.
Майк просыпается только в полдень следующего дня, и Нэнси угощает его завтраком. По телефону Майку сообщают, что Марию убили в её квартире. Побывав на месте убийства, Майк приезжает в свой офис. Там его ожидает Холлоуэй, сообщающий, что огранщик бриллиантов Людвиг Теллер, которого он хотел пригласить из Голландии для обработки коллекции, уже кем-то вызван и вскоре должен прибыть в Лос-Анджелес. Холлоуэй полагает, что Теллер наверняка приведёт к драгоценностям. Майк начинает слежку за Теллером с момента, когда тот спускается с корабля. Однако когда Майк идёт вслед за Теллером через свалку металлолома, люди Ля Роша сбрасывают на сыщика груду металла. Ему едва удаётся избежать смерти, а Теллера тем временем увозит поджидавший его автомобиль.
Добравшись до машины, Майк слышит на полицейской волне, что к дому Нэнси вызваны полицейские машины, затем — что полиция разыскивает его, так как его хочет допросить капитан Шеридан. Подъехав к дому Нэнси, Майк заходит с заднего двора, забирается по стене на второй этаж здания и тайно наблюдает за происходящим. Он видит в центре гостиной в окружении полиции тело убитого Луи с револьвером в руке, рыдающую Нэнси и Теллера, который падает на ковёр от сердечного приступа. Майк также видит, как Чемберс осматривает большое углубление в стене, в котором, вероятно, был спрятан тайник с драгоценностями.
Майк возвращается к своей машине, где его поджидает Холлоуэй, сообщая ему, что банда Ля Роша завладела драгоценностями и собирается вывезти их через своё окно в порту. Приехав в порт и добравшись до корабля Ля Роша, они вступают в перестрелку с его людьми, в ходе которой Холлоуэя убивают, а сам Ля Рош в ходе драки с Майком падает, натыкается грудью на собственный крюк и погибает. Майк вынимает из-под рубахи Ля Роша мешочек с драгоценностями и показывает их умирающему Холлоуэю.
Вскоре на катере подплывает Нэнси, Майк забирает драгоценности и перепрыгивает на её катер. Догадавшись о роли Нэнси, Майк просит её рассказать, как убили Ред. Нэнси отвечает, что не просила Луи убивать её, а только забрать у неё кольцо. Затем он приказала Луи забрать драгоценности у Жана, что он и сделал. Затем они убили Жана, иначе он бы донёс Холлоуэю, что драгоценности находятся у неё и Луи. Затем, говорит Майк, ты убила Луи, чтобы завладеть всем. Она также усыпила Майка в своей квартире, чтобы за время его сна убить Марию, которая знала слишком много. Нэнси уговаривает Майка бежать вместе с драгоценностями, уверяя, их ожидает счастливое совместное будущее, однако Майк отвечает, что собирается передать её в руки полиции. Нэнси достаёт револьвер, однако Майк легко отнимает его, и затем направляет катер в сторону берега.

## В ролях
- Роберт Брэй — Майк Хаммер
- Уитни Блейк — Нэнси Уильямс
- Дональд Рэндолф — полковник Холлоуэй
- Джина Кор — Мария Тереза Гарсия
- Памела Данка — Вельда, секретарша Хаммера
- Бут Колман — детектив Пэт Чемберс
- Питер Мамакос — Ля Рош

## Создатели фильма и исполнители главных ролей
Фильм стал третьим полнометражным фильмом о частном детективе Майке Хаммере после «Суд — это я» (1953) и «Целуй меня насмерть» (1955). Следующим полнометражным фильмом о Майке Хаммере стал «Охотники за девушками» (1962), в котором "Спиллейн самолично изобразил на экране своё творение Майка Хаммера. И это была не единственная роль Спиллейна в кино. В 1954 году он сыграл в приключенческом детективе «Кольцо страха» (1954), а позднее «его можно увидеть в психопатическом триллере „Мамочка“ (1995) и в его сиквеле „Мамочкин денёк“ (1997). В 1982 году также вышел римейк фильма „Суд — это я“ с Армандом Ассанте в роли знаменитого частного сыщика».
Кроме того, в 1958-59 годах вышло 79 серий телесериала «Майк Хаммер» с Дареном Макгевином в главной роли. В 1983-84 годах вышло три телефильма, в 1984-87 годах 46-серийный телесериал «Майк Хаммер» и в 1997-98 годах 26-серийный телесериал «Майк Хаммер, частный детектив», во всех этих фильмах роль частного детектива сыграл Стейси Кич.
Британский режиссёр и продюсер Виктор Сэвилл в 1940 году перебрался в Америку, «однако там ему не удалось сделать столь же значимых и успешных картин, как те, что он делал в Англии в 1930-е годы, хотя его продюсерская компания Parklane, получила права на экранизацию романов Микки Спиллейна о Майке Хаммере, и продюсировала фильм „Целуй меня насмерть“, один из самых выдающихся криминальных триллеров 1950-х годов». Сэвилл был продюсером всех трёх первых фильмов по романам Спиллейна, хотя ставились они разными режиссёрами и с разными актёрами в роли Майка Хаммера. Кроме того, Савилл был режиссёром фильма нуар «Долгое ожидание» (1954), также поставленного по роману Спиллейна, но без Майка Хаммера среди его персонажей.
В фильме были заняты сравнительно малоизвестные актёры, так и не добившиеся заметной славы на большом экране и сделавшие себе имя на телевидении. Так, «играющий грубого частного сыщика Майка Хаммера Роберт Брэй позднее стал известен поколению бэби-бумеров как рейнджер Кори из семейного телесериала „Лесси“ (1964-68). Его партнёршей в образе типичной спиллейновской холодной блондинки стала Уитни Блейк, которая, как и Брэй, позднее обрела славу на телевидении благодаря роли степенной роли жены и матери в еженедельном ситкоме „Хэйзел“ (1961-65)».

## Образ Майка Хаммера в кино
Характеризуя образ Майка Хаммера, Джефф Стаффорд пишет: «Частные сыщики, такие как Сэм Спейд (в „Мальтийском соколе“ 1941 года) и Филип Марлоу (в „Большом сне“ 1946 года) выглядят как настоящие джентльмены по сравнению с Майком Хаммером, героем фильмов по крутым романам Микки Спиллейна, начиная с „Суд — это я“ (1953)».
Стаффорд отмечает, что «Хаммер невежлив, груб и вряд ли добродетелен в своём преследовании нарушителей закона, и киноверсии романов Спиллейна также не пытаются очистить образ Хаммера для экрана. Его жестокая натура и фундаментальное женоненавистничество являются частью его мужской мачо-привлекательности, и основными чертами при изображении его каждым из актёров, начиная от Биффа Эллиота в „Суд — это я“ (1953) до Ральфа Микера в „Целуй меня насмерть“ (1955) и Роберта Брэя в „Мой револьвер быстр“ (1957), который, вероятно, является самым малоизвестным из этих трёх картин».
«Хотя „Целуй меня насмерть“ широко признан киноведами как самый лучший фильм этой трилогии, во многом благодаря сильной игре Микера и стильной режиссуре Роберта Олдрича, „Мой револьвер быстр“, возможно, более верен авторскому намерению по замыслу и исполнению».

## Оценка фильма критикой
Фильм удостоился довольно сдержанных оценок критики. В частности, Хэл Эриксон назвал его «не столь совершенным, как классический фильм Роберта Олдрича „Целуй меня насмерть“», отметив, тем не менее, что «в своих скромных рамках он держится хорошо». Деннис Шварц назвал фильм «умеренно удовлетворительным в своих ограниченных рамках как не вполне успешный фильм о Хаммере». Далее Шварц отмечает, что он «грамотно поставлен Филом Виктором и Джорджем Уайтом», однако у них "он получился пресным по сравнению с классическим нуаровым триллером Роберта Олдрича «Целуй меня насмерть». Оценивая работу сценаристов фильма, Ричарда Коллинза и Ричарда Пауэлла, Шварц отмечает, что им «лучше всего удаются места, где они сохраняют характерный язык Спиллейна».
Стаффорд считает, что «безыскусность всей картины, кажется, сделана намеренно, и идеально соответствует довольно холодному взгляду Спиллейна на мир». В этой связи, по мнению Стаффорда, «хотя некоторые критики утверждают, что игра Роберта Брэя вяла и неестественна, её искусственность на самом деле только усиливает действенность фильма». Далее критик обращает внимание на выбор натуры в картине: «Дешёвые места действия чередуются между грязной забегаловкой, пустым офисом Хаммера и убогим гостиничным номером, которые в комплекте с вспыхивающей неоновой рекламой на улице, идеально передают болезненную среду, которой пропитаны романы Спиллейна. Не менее сильны и уличные сцены, снятые в малоизвестных районах Лос-Анджелеса, которые несут ощущение запустения и пустоты». Стаффорд заключает, что тем не менее эта картина «может послужить хорошим началом для знакомства с фильмами о Хаммере, если вы никогда не видели этого злого, неэтичного сыщика в действии».